# Nationalsozialer Volksbund
Der Nationalsoziale Volksbund (NSVB) war eine politische Organisation, die von Mai 1925 bis Januar 1927 in München bestand. Sie war eine Gründung von Anton Drexler, der 1919 die Deutsche Arbeiterpartei (DAP), aus der 1920 die NSDAP hervorgegangen war, gegründet hatte, wurde aber dennoch von der NSDAP zeitweise scharf bekämpft.

## Geschichte
Der Nationalsoziale Volksbund wurde am 1. Mai 1925 von Anton Drexler und Theodor Doerfler als eine nationalsozialistische (völkische) und soziale politische Vereinigung gegründet. Sie sammelte einige Reste des Völkischen Blocks – einer nach dem Hitlerputsch von 1923 als Auffangorganisation für die fortan fünfzehn Monate lang verbotene NSDAP gegründeten Auffangorganisation, die Anfang 1925 wieder zerfiel – in München und einige andere Kräften im völkischen Lager der Stadt, die sich nicht der im Februar 1925 neu gegründeten NSDAP anschließen mochten. Eine begrenzte politische Bedeutung erlangte die Organisation zeitweise, da sie bald nach ihrer Gründung einige Abgeordnete des Bayerischen Landtags, die in diesen 1924 als Angehörige des Völkischen Blocks gewählt worden waren, sowie einige Münchener Stadträte als Mitglieder gewinnen konnte. Dennoch erreichte die Organisation niemals mehr als 300 Mitglieder.
Bis zum Winter 1925 etablierte die NSVB in München fünf Stadtteilverbände. Die größte NSVB-Sektion bestand in Neuhausen und wurde von Drexler persönlich geleitet.
Das Verhältnis des NSVB zur NSDAP war ambivalent: Drexler war in der ersten Zeit nach der Gründung daran interessiert, den Bund an die NSDAP anzunähern. Nachdem mehrere Versammlungen des NSVB durch NSDAP-Anhänger gesprengt worden waren, erklärte er im Oktober 1925 aber, dass er mit Adolf Hitler „vollständig gebrochen“ habe.
Die NSDAP bekämpfte den NSVB von Anfang an energisch: Sie versuchte, auf jede NSVB-Versammlung einen Gegenredner zu schicken. Laut dem Historiker Mathias Rösch entwickelte der Kampf gegen die Konkurrenzorganisation sich im Laufe des Jahres 1925 für Münchener Nationalsozialisten allmählich zu einem „beliebten Aktionsfeld“. Der Leiter der NSDAP-Sektion Neuhausen, Otto May, verkündete den „Kampf bis aufs Messer“ gegen die NSVB und forderte, dass die „verräterischen Brüder niedergerannt werden“ müssten.
Im Herbst 1925 gelang es der NSDAP-Leitung sogar, einen Spitzel in den NSVB-Vorstand einzuschleusen. Schließlich setzte die NSDAP sogar Gewalt ein, um den NSVB auszuschalten: Drei größere NSVB-Versammlungen wurden am 17. September 1925, 2. Oktober 1925 und 24. Februar 1926 von NSDAP-Angehörigen gesprengt. Im letzten Fall, der Sprengung einer NSVB-Versammlung im Hofbräuhaus, in der die Führer der norddeutschen Deutschvölkischen Freiheitspartei, Albrecht von Graefe und Ernst Graf zu Reventlow sprechen sollten, kam es zu heftigen Schlägereien im Versammlungssaal, die sich anschließend auf der Straße sowie in anderen Lokalen fortsetzten. Die Aktionen vom Oktober 1925 und Februar 1926 wurden von Hitler persönlich geleitet.
Flankiert wurden die Auftritte von Gegenrednern bzw. die Versammlungssprengungen von NSVB-Versammlungen von Artikeln im Parteiblatt der NSDAP, dem Völkischen Beobachter, in denen der NSVB scharf angegriffen wurde. So forderte ein Artikel dem „angriffslustigen Parlamentarierklüngel“, als der der NSVB gescholten wurde, „das Handwerk gründlich“ zu legen, und lobte er einen Angriff auf den NSVB als „Abrechnung“.
Auf die Versammlungssprengung vom Februar 1926 stellte die NSVB Strafanzeige. Im folgenden Prozess wurde Hitler im November 1926 vom Vorwurf der Versammlungssprengung freigesprochen, während Hermann Esser zu einer Strafe von zwei Wochen Haft verurteilt wurde. In der Berufungsverhandlung vor dem Landgericht München I im Februar 1927 wurde die Strafe auf 150 RM Geldstrafe reduziert. Ein Prozess gegen Hitler und Alfred Rosenberg wegen der im Völkischen Beobachter gefahrenen Angriffe auf den NSVB endete im Januar 1927 mit einem Vergleich, wobei Hitler seine Beleidigungen gegen den NSVB zurücknahm.
Die Folgen der Auseinandersetzung von NSDAP und NSVB waren für die NSDAP überwiegend negativ: Die Polizeidirektion München notierte in einem Bericht vom Herbst 1925, dass der zur damaligen Zeit stattfindende Bedeutungsverlust der völkischen Bewegung in Bayern, zumal der der NSDAP, vor allem durch die wüste Auseinandersetzung zwischen NSDAP und NSVB beschleunigt worden sei. Beide Organisationen hätten sich durch ihr Gezänk der „Lächerlichkeit preisgegeben“ und das Verhalten verschiedener NSDAP-Funktionäre, zumal Essers, habe den schlechten Ruf der NSDAP unter den Parteiführern im Norden des Reiches verstärkt, indem sie den Eindruck, dass diese eine Bande von Radaubrüdern seien, bestätigt habe.
Nach den Prozessen von 1926/1927 nahm die NSDAP eine zurückhaltendere Haltung zum NSVB: Führende Nationalsozialisten besuchten fortan gelegentlich NSVB-Versammlungen, inszenierten aber keine ernsthaften Störungen mehr.
Laut dem Historiker Mathias Rösch wurde der NSVB im Januar 1927 aufgelöst, wobei einige Mitglieder zur DVFP übergingen.

## Gründe für die Gegnerschaft der NSDAP zum NSVB
Der Historiker Mathias Rösch hat in einer Analyse der Geschichte des NSVB die Frage aufgeworfen, wieso die NSDAP den NSVB mit so großer Heftigkeit bekämpfte, obschon dieser niemals ein ernsthafter Konkurrenz für sie war. Als mögliche Erklärungen stellte er die Überlegungen in den Raum, dass ein kämpferisches Vorgehen gegen die Organisation der NSDAP die Möglichkeit gab, sich öffentlich zu profilieren und im Gespräch zu bleiben, obschon man zu dieser Zeit über keine Propagandathemen verfügte, mit denen man die Öffentlichkeit für sich interessieren konnte. Als Beleg für diese Annahme führte Rösch an, dass Hitler selbst in einem Rechenschaftsbericht, den er für die Generalversammlung der NSDAP vom 30. Juli 1927 anfertigte, einräumte, dass die Parteiführung der NSDAP 1925 bewusst einen aggressiven Kurs gegenüber dem NSVB befürwortet habe, um „die im Jahr 1925 langsam einsetzende Lethargie“ der Partei zu beenden und den Niedergang, der die Partei im Sommer 1925 vorübergehend ergriff, zu überstehen. Nach Rösch „instrumentalisierte“ die NSDAP-Führung die Auseinandersetzung mit dem völkischen Lager, um „von den eigenen Problemen abzulenken“, während sie nach „zündenden Propagandathemen“ suchte.
Weiter erwägt Rösch, dass das Vorgehen gegen den NSVB den letzten Ausläufer der „Putschpsychose“ von 1923 darstellte oder dass die NSDAP mit ihren Aggressionen gegen den kleinen Rivalen den  Ärger über ihre schwere Situation in den Jahren 1925/1926 kompensierte. Die Parteiführung der NSDAP dürfte, nach Rösch, von Anfang an von Empfindlichkeit gegenüber dem NSVB geprägt gewesen sein, da dieser in seinen Reihen eine beträchtliche Anzahl früher prominenter NSDAP-Aktivisten sammelte. Insbesondere das Engagement von Anton Drexler, der einst Parteivorsitzender und dann Ehrenvorsitzender der NSDAP gewesen war und ihr Parteiprogramm mitverfasst hatte, erregte die Nationalsozialisten nach Röschs Forschung: Der NSVB wurde in NSDAP-Kreisen als „innerer Feind“ der Partei im völkischen Lager Münchens gesehen; zudem habe es Hitlers Absolutheitsanspruch in einer für diesen aufreizenden Weise angefochten, dass der NSVB weiterhin Erich Ludendorff und nicht ihn als die Führungsfigur der völkischen Bewegung betrachtete.